# Sympherobius fuscinervis
Sympherobius fuscinervis là một loài côn trùng trong họ Hemerobiidae thuộc bộ Neuroptera. Loài này được Kozhanchikov miêu tả năm 1956.